# Mina Keshav Kamal
Meena Keshwar Kamal (Pashto / Persa: مینا کشور کمال), generalment coneguda com a Meena, (27 de febrer de 1956 - 4 febrer de 1987) va ser una feminista afganesa i activista dels drets de la dona. Va fundar l'Associació Revolucionària de les Dones de l'Afganistan (RAWA) el 1977, un grup organitzat per tal de promoure la igualtat i educació per a la dona.

## Biografia
El 1979, va protestar obertament contra el que deia govern titella rus que controlava Afganistan, i va organitzar reunions en escoles per mobilitzar suports contra aquest govern. El 1981, va llançar la revista feminista bilingüe, Payam Zan (Missatge de les Dones). A més, va fundar les Escoles Watan per ajudar els nens i mares refugiats, brindant hospitalització i capacitació en habilitats pràctiques.
A finals de 1981, a invitació del Govern Francès, Meena va representar el moviment de resistència afganès al Congrés del Partit Socialista Francès. La delegació Soviètica, liderada per Boris Ponamaryev, va sortir del recinte avergonyida en veure l'aclamació dels participants quan Meena va aixecar la mà amb el símbol de la victòria.
Meena va ser assassinada a Quetta, Pakistan el 4 de febrer de 1987. Els informes varien pel que fa a la identitat dels assassins però s'afirma que van ser agents del Khader, la policia secreta de l'Afganistan, o el líder mujahidí fonamentalista Gulbuddin Hekmatyar.
Kamal estava casada amb el líder de l'Organització per l'Alliberament Afganesa, Faiz Ahmad, assassinat per agents de Hekmatyar el 12 de novembre de 1986. Meena té tres fills amb parador desconegut.
En una edició especial del 13 de novembre de 2006, la revista Time Magazine, va incloure Meena entre els "60 Herois Asiàtics" i va declarar: "Tot i haver tingut només 30 anys en morir, Meena ja havia sembrat la llavor d'un moviment pels drets de la dona afganesa, basat en el poder del coneixement ".
RAWA diu sobre ella: "Meena va donar 12 anys de la seva curta però brillant vida per lluitar per la seva terra i la seva gent. Tenia la certesa que tot i la foscor de l'analfabetisme, la ignorància del fonamentalisme, la corrupció i la decadència de traïdors impostos a les nostres dones sota el nom de llibertat i igualtat, finalment aquesta meitat de la població despertarà i creuarà el camí cap a la llibertat, democràcia i drets de la dona. L'enemic tenia raó al tremolar de por davant l'amor i respecte que Meena creava en els cors del nostre poble. Sabien que tots els enemics de la llibertat, la democràcia i la dona es calcinarien en el foc de la seva lluita ".